# Picumnus fulvescens
Picumnus fulvescens là một loài chim trong họ Picidae.